# Parousie
 (mars 2023).
Motif : Sourçage bcp trop faible, quasi-absence de sources secondaires, abus de sources primaires.

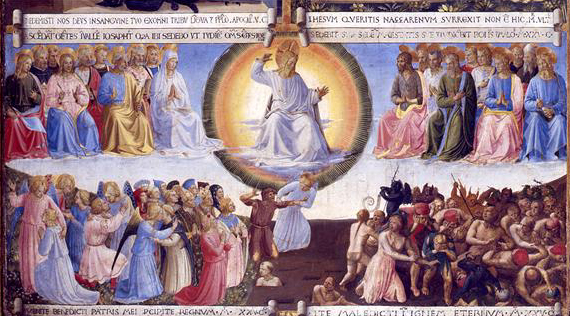
Le Jugement dernier dans l'interprétation de Fra Angelico, Armadio degli Argenti (1451-1453).

La parousie est un concept de la théologie chrétienne qui désigne originellement à la fois la présence invisible du Christ dans le monde depuis la création et son retour sur la Terre à la fin des temps. Avec les années, la notion s'est limitée à sa signification eschatologique, c'est-à-dire, à la fin des temps, la « seconde venue » du Christ sur la Terre, la première étant sa naissance. Cette venue définitive se distingue de la Résurrection de Jésus, qui comporte une double promesse, celle de la venue en gloire (sa parousie) et celle de la résurrection des morts.
Chez les chrétiens des premières générations, la parousie est une constante de la prédication apostolique. Paul de Tarse, dans la Première épître aux Corinthiens, écrite vers 55, espère être encore en vie au moment de la parousie, à tel point qu’il conclut sa lettre par l'exclamation maranatha, « Viens, Seigneur ! » (1 Co 16:22), également présente à la fin de l'Apocalypse (Ap 22:20). C'est également un thème récurrent dans les Actes des Apôtres, écrits une cinquantaine d'années après la Crucifixion, à une époque où la mort des premiers chrétiens commence à soulever des questions sur l'imminence de cette « seconde venue » et sur le sort des corps et des âmes.

## Signification
Le mot « parousie » vient du grec ancien : παρουσία / parousía, signifiant « présence » ; il est formé à partir de παρά / pará, « auprès de, à côté de », et οὐσία / ousía, « essence, être, réalité, existence »). Platon l'emploie pour désigner la présence des Idées dans les choses. Adolf Deissmann a montré que ce terme a servi, au IIIe siècle av. J.-C., pour désigner la visite officielle d'un prince ou d'un haut dignitaire dans une cité afin de prouver sa magnificence.

## Doctrine chrétienne

### Rupture avec le judaïsme
Le judaïsme enseigne que Jésus est l'un des faux Messies juifs parce qu'il n'a pas accompli les prophéties messianiques qui comprennent :
1. Construire le Troisième Temple (Ézéchiel 37,26–28[5]).
2. Rassembler tous les Juifs en Terre d'Israël (Ésaïe 43,5-6[6]).
3. Introduire une ère de paix mondiale et mettre fin à la haine, à l'oppression, à la souffrance et à la maladie. Comme il est dit : « Une nation ne lèvera plus l'épée contre une nation, et l'homme n'apprendra plus la guerre. » (Ésaïe 2,4[7])
4. Répandre la connaissance universelle du Dieu d'Israël, qui unira l'humanité en une seule entité. Comme il est dit : « Dieu sera Roi sur toute la terre - en ce jour-là, Dieu sera Un et Son Nom sera Un » (Zacharie 14,9[8])[9].

En ce qui concerne l'idée chrétienne selon laquelle ces prophéties s'accompliront lors d'une « seconde venue », la Yechiva Ohr Samayach déclare : « Nous pensons qu'il s'agit d'une réponse artificielle, car la Bible juive ne mentionne pas de seconde venue. Deuxièmement, pourquoi Dieu n'a-t-il pas pu accomplir ses objectifs la première fois ? ».

### Pères de l'Église
Le symbole de Nicée, au IVe siècle, professe la parousie en ces termes :

« Il est assis à la droite du Père, il reviendra dans la gloire pour juger les vivants et les morts et son règne n'aura pas de fin. »

Augustin d’Hippone, dans le livre XX de La Cité de Dieu, cite les textes de l'Ancien et du Nouveau Testament qui évoquent le jour du Jugement. Il confirme que le Christ reviendra d'abord pour le Jugement, après quoi les morts ressusciteront.

## Confessions chrétiennes

### Catholicisme

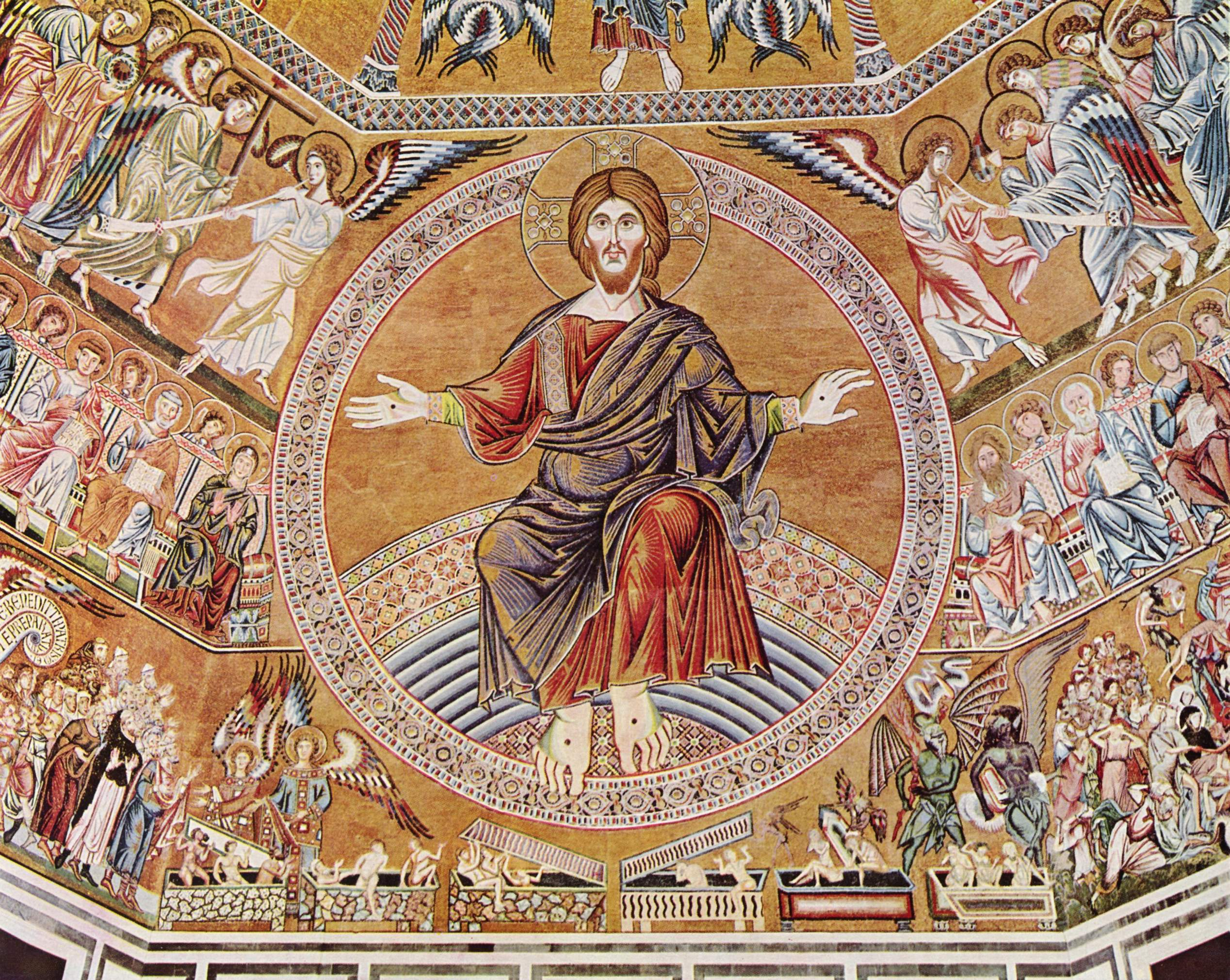
Christ en gloire, mosaïque du baptistère Saint-Jean (Florence), XIIIe siècle.

Dans la théologie catholique, « la résurrection des morts est intimement associée à la Parousie du Christ ». « Le jugement dernier interviendra lors du retour glorieux du Christ », lors duquel Jésus « viendra pour être glorifié dans ses saints et admiré en tous ceux qui auront cru » (2 Thessaloniciens 1:10).

### Christianisme orthodoxe

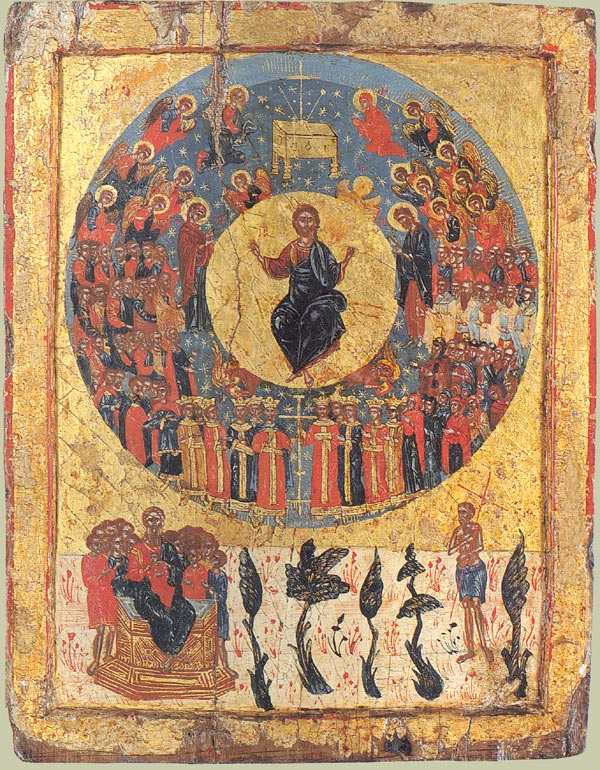
Icône grecque de la Seconde Venue, v. 1700.

L'opinion traditionnelle des chrétiens orthodoxes est que la seconde venue sera un incident soudain et indubitable, comme « un éclair » [ Mt 24:27 ]. Ils sont généralement d'avis que Jésus ne passera pas de temps sur terre à exercer son ministère ou à prêcher, mais qu'il viendra juger l'humanité. Ils enseignent que le ministère de l'Antéchrist aura lieu juste avant la Seconde Venue.
L'orthodoxe laïc Alexander Kalomiros explique la position de l'Église originelle concernant la seconde venue dans River of Fire et Against False Union, en déclarant que ceux qui soutiennent que le Christ régnera sur terre pendant mille ans « n'attendent pas le Christ, mais l'Antéchrist ». L'idée que Jésus revienne sur terre en tant que roi est un concept hérétique pour l'Église, assimilé aux « attentes des Juifs qui voulaient que le Messie soit un roi terrestre ». L'Église enseigne au contraire ce qu'elle a enseigné depuis le début.

### Dénominations protestantes

#### Karl Barth
Dans la Dogmatique de Karl Barth, la parousie ne se limite pas à la seconde venue du Christ. Karl Barth en distingue trois manifestations : la première figure de la parousie est pour lui l'événement pascal, autrement dit la Résurrection de Jésus ; la deuxième, ou « figure médiane », est le « don de l'Esprit saint » lors de la Pentecôte, l'effusion de l'Esprit à l'Église ; la troisième, la « dernière figure », est l'« arrivée de Jésus-Christ en tant que finalité de l'histoire de l'Église, du monde et de chaque homme ». C'est ainsi que Barth définit le « Jour dernier » : la « nouvelle venue » de ce qui est arrivé auparavant, le « nouvel être avec nous de celui qui était avec nous ». Cette triple manifestation de la parousie ne doit pas être décomposée en trois événements distincts ; elle doit au contraire être appréhendée dans son unité.

#### Prétérisme
Le prétérisme associe la seconde venue à des événements du Ier siècle tels que la destruction de Jérusalem et du temple juif en 70 apr. J.-C..

#### Méthodisme
Les confessions méthodistes enseignent que la seconde venue est liée au jugement dernier, comme le professent les croyances. L'Église Méthodiste Unie n'enseigne pas qu'il y aura un « enlèvement » mais ne spécule pas sur la nature de la seconde venue.

## Islam
Dans l'islam, le terme Rajʽa (arabe : الرجعة, romanisé : al-rajʿah, lit. « retour ») fait référence au second avènement. Le terme est le plus souvent utilisé par les musulmans chiites.
Dans l'islam, Jésus (ou Isa ; arabe : عيسى ʿĪsā) est considéré comme un messager de Dieu et le masih (messie) qui a été envoyé pour guider banī isrā'īl (les Israélites) avec une nouvelle écriture, l'Injīl (Évangile).
Dans le Coran, la seconde venue de Jésus est annoncée dans la sourate Az-Zukhruf comme un signe du Jour du Jugement : « Et (Jésus) sera un signe (de la venue) de l'Heure (du Jugement) : Ne doutez donc pas de l'heure, mais suivez-moi : c'est un chemin droit. 43:61Ibn Kathir donne ce verset comme une preuve de la seconde venue de Jésus dans le Coran dans son exégèse Tafsir al-Qur'an al-Azim.
Selon la tradition islamique, la descente de Jésus se fera au milieu des guerres menées par le Mahdi (littéralement « le bien guidé »), connu dans l'eschatologie islamique comme le rédempteur de l'islam, contre al-Masih ad-Dajjal (littéralement « le faux messie », synonyme de l'Antéchrist) et ses disciples.